# Ланглад, Никола-Жозеф-Бальтазар де
Никола-Жозеф-Бальтазар де Ланглад (фр. Nicolas-Joseph-Balthazar de Langlade (L'Anglade); 6 апреля 1686 — 16 декабря 1754, Париж), шевалье, сеньор и виконт де Шейла (Кейла) — французский генерал.

## Биография
По словам Обера де Ла-Шене де Буа, виконт принадлежал к ветви дома Лангладов, с давних пор обосновавшейся в Лангедоке. Имен его родителей названный генеалог не приводит, но сообщает, что знатное происхождение Ланглада было подтверждено господином де Клерамбо, генеалогом орденов короля в рапорте, поданном уполномоченным короля маршалу де Ноаю и графу де Ла-Люзерну.
Барон де Бонтору и Шамбон, сеньор де Шан, де Ле-Виллер, д'Апше, Сен-Преже, Бельвере, в Жеводане; Мобек в Оверни; Бурдени и Эпревиль в Нормандии, губернатор, великий бальи и сенешаль герцогства Меркёр.
Мушкетер (1704), в 1704—1705 годах воевал в Нидерландах, 8 июля 1705 стал третьим корнетом роты гвардейских шеволежеров. 8 апреля 1706 получил ранг кампмейстера кавалерии и остался при короле. В 1707—1709 годах продолжал службу в Нидерландах, участвовал в битвах при Ауденарде и Мальплаке. В 1710 году оставался при короле, затем до заключения мира снова служил в Нидерландах. В 1712 году был при осадах Ле-Кенуа и Бушена, в 1713-м при осаде Фрайбурга.
Бригадир (1.02.1719), сложил должность корнета шеволежеров гвардии и 7 февраля был назначен кампмейстером кавалерийского полка Конти, с которым проделал кампанию того года на севере Испании. Кампмейстер-лейтенант того же полка (7.05.1722), затем, прсле смерти принца де Конти, кампмейстер и командир (1.06.1727); полк получил его имя.
6 октября 1733 направлен в качестве бригадира в Итальянскую армию, участвовал в осадах в ходе подчинения Миланского герцогства. Кампмаршал (20.02.1734), сложил командование полком и 1 апреля получил назначение в Рейнскую армию, в составе которой участвовал в осаде Филиппсбурга. 30 сентября был назначен генеральным инспектором кавалерии и драгун, зиму провел в Ла-Кеше под командованием маркиза де Лёвиля, в соответствии с приказом от 1 ноября. С 1 мая 1735 снова в Рейнской армии, не предпринимавшей активных действий.
1 ноября 1737 направлен во Франш-Конте под командование герцога де Дюраса. Генерал-лейтенант армий короля (1.03.1738). С 13 мая 1738 по май 1741 командовал во Франш-Конте.
Служил в армии, посланной 1 апреля 1742 в Баварию. Командовал 3-й кавалерийской дивизией под началом герцога д'Аркура, графа Саксонского и маршала Майбуа после соединения двух армий. Во главе значительного подразделения был послан на Богемскую границу, снабдил провизией Эгер, введя туда крупный конвой на виду у неприятеля, блокировавшего крепость, и командовал в Верхнем Пфальце в течение зимы.
13 марта 1743 был назначен губернатором города и замка Вильфранша в Руссильоне.
Командовал резервом Баварской армии принца де Конти при ее возвращении во Францию в июле 1743 и закончил кампанию того года в Нижнем Эльзасе в частях маршала Ноая.
1 апреля 1744 был назначен во Фландрскую армию Морица Саксонского, в составе которой наблюдал за противником во время осад Менена, Ипра и Фюрна, закончив кампанию в Куртрейском лагере.
С 1 апреля 1745 был в армии короля, служил при осаде Турне, занимая с шестнадцатью эскадронами позицию в Лёзе, откуда без боя ретировался при приближении противника, собиравшегося атаковать основные королевские силы. Сражался при Фонтенуа. После взятия цитадели Турне король отрядил Ланглада с бригадами Нормандской и Крийона, кавалерийскими полками Короля, Королевским иностранным, Беррийским и Грассена к Генту. На Меле виконт встретил шеститысячный отряд неприятеля, намеревавшийся вступить в Гент, отрезал его от города, полностью разгромил и рассеял. Затем он двинулся к Генту, которым овладел совместно с графом Лёвендалем. Через три дня пала цитадель, после чего Людовик XV 1 августа назначил виконта командующим в городе, замке и шателении Гента, создал для него должность генерального директора кавалерии и драгун,  и 4 августа передал под командование девять батальонов карабинеров и кавалерийскую бригаду, ставшие лагерем под Термонде во время осады Ата. Виконт провел зиму в Генте.
1 января 1746 был пожалован в рыцари орденов короля, цепь ордена Святого Духа получил 2 февраля.
С 1 мая 1746 был в армии короля, командовал собранными под Термонде двадцатью батальонами и сорока эскадронами, с которыми присоединился к основным силам. Успешно командовал несколькими подразделениями и брал пленных. Сражался в битве при Року, зимой снова командовал в Генте. 1 мая 1747 и 15 апреля 1748 назначался в ту же армию. Сражался в битве при Лауфельде, командовал 4-й дивизией при осаде Маастрихта, затем 9 ноября 1748 получил главное командование в Нидерландах, которое сохранял до эвакуации этой территории в феврале следующего года.
Умер в своем особняке в Париже, после чего должность генерального директора кавалерии была упразднена.
Жена (контракт 16.19.1725): Катрин-Жозефа-Агата Робер де Линьерак, старшая дочь мессира Жозефа Робера, шевалье, сеньора, маркиза де Линьерака, и Мари-Шарлотты де Тюбер, де Гримоар, де Пестель, де Леви де Келюс, маркизы де Линьерак. Брак бездетный